# Cartodere nodifer
Cartodere nodifer is een keversoort uit de familie schimmelkevers (Latridiidae). De wetenschappelijke naam van de soort werd in 1839 gepubliceerd door John Obadiah Westwood.
Het kevertje heeft een lengte van 1,6 tot 2 millimeter. De soort kent een vrijwel wereldwijde verspreiding en is de meest algemene dwergspektor.